# Katie McGrath
Katie McGrath, née le 3 janvier 1983 à Ashford, dans le comté de Wicklow, en Irlande, est une ancienne assistante costumière et désormais actrice irlandaise.
Alors qu'elle travaille sur le plateau de tournage de la série télévisée Les Tudors, Katie McGrath décide de devenir actrice et envoie des photographies d'elle à des agents irlandais. Remarquée, elle fait par la suite diverses apparitions à la télévision mais elle se fait particulièrement connaître pour ses interprétations de Morgane Le Fay (Merlin) et de Lena Luthor (Supergirl). Elle interprète également l‘Adjudicator dans la série The Continental.

## Biographie
Katie McGrath est née le 3 janvier 1983[réf. nécessaire] et a grandi à Ashford, une petite ville située dans le comté de Wicklow en Irlande. Fille d'un père qui travaille dans l'informatique et d'une mère qui travaille occasionnellement pour la créatrice de mode Laney Keogh, Katie a deux frères plus âgés nommés Rory et Shaun,.
Elle fait alors des études dans le but d'obtenir son baccalauréat international au St. Andrews College avant d'être diplômée en histoire du Trinity College de Dublin, plus particulièrement en histoire de la Russie.
Voulant au départ travailler comme journaliste dans le milieu de la mode, elle avait eu un job au sein du magazine Image pendant 8 mois avant de devenir assistante costumière sur le tournage de la série Les Tudors grâce à la meilleure amie de sa mère.

## Carrière

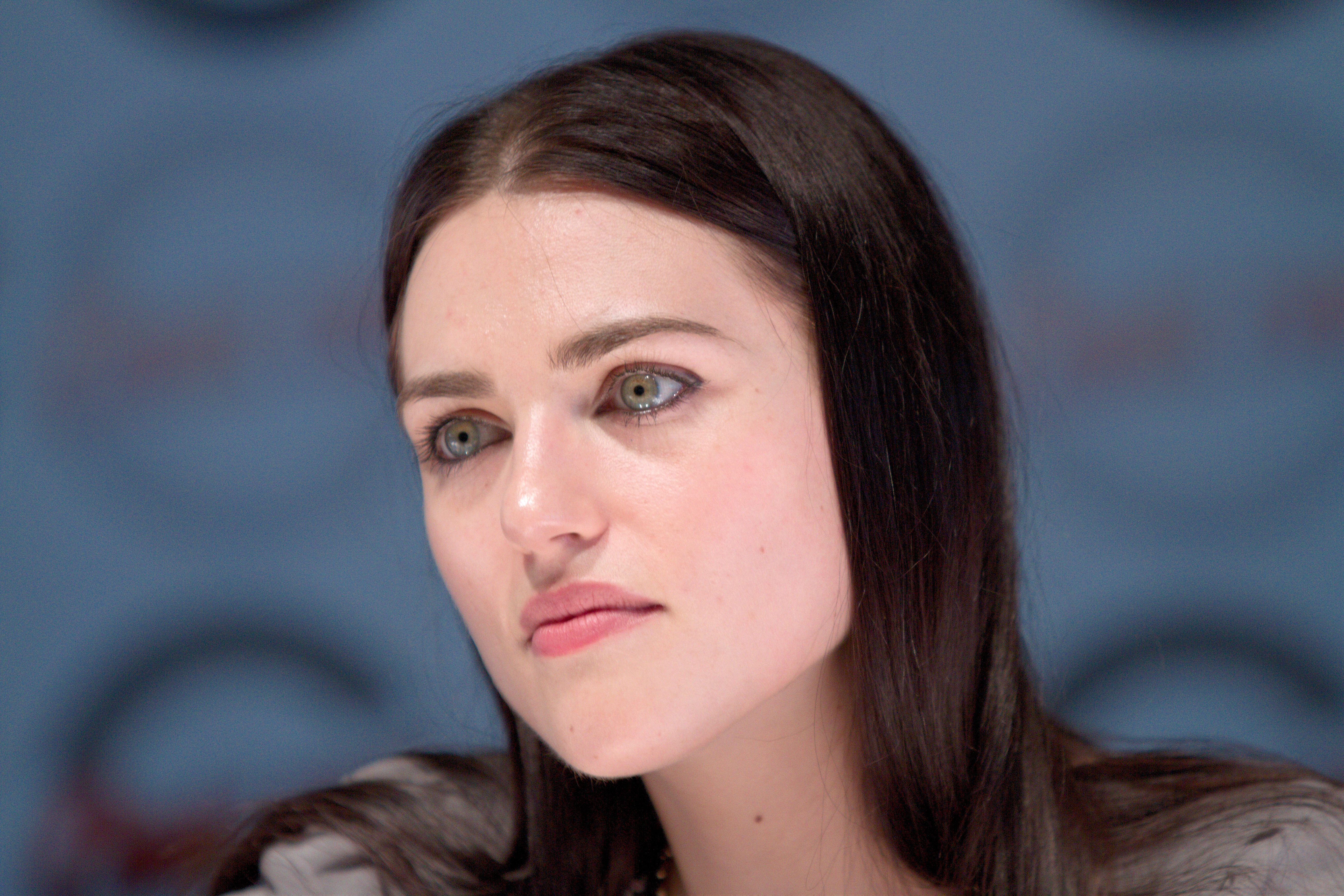
Katie McGrath à la Japan Expo en 2010 à Paris.

Alors qu'elle travaille toujours sur le plateau des Tudors, on lui conseille d'essayer de jouer la comédie. C'est alors qu'elle décide d'envoyer des photographies à des agents irlandais des environs. Elle déclare : « Être une actrice, c'est comme lorsqu'on est enfant. On a envie de fuir et de partir faire un tour de cirque, c'est quelque chose qu'on a vraiment envie de faire, mais on grandit et on trouve son propre travail. C'était un rêve et je ne pensais pas qu'un jour, il se réaliserait, et aujourd'hui, je suis ici. »
Katie a été engagée pour jouer un rôle dans Damage, un film irlandais de 2007. Elle a aussi joué dans la pièce de Bedrock Production La Marea au Dublin Theatre Festival 2007. Elle apparaît ensuite dans les téléfilms Eden et Freakdog, très mal reçus par la critique, puis elle interprète le rôle de Morgane, l'un des rôles principaux de la série Merlin à partir de 2008. Puis, c'est dans un épisode de la série Les Tudors qu'elle apparaît, elle qui travaillait autrefois derrière la caméra sur le plateau de cette série.
En 2009, Katie McGrath obtient le rôle de la jeune Princesse Margaret dans The Queen, un documentaire dramatique en 5 parties de Channel 4 qui relate la vie de la Reine d'Angleterre, Élisabeth II. C'est Emilia Fox qui interprète le rôle d'Élisabeth II dans un épisode de la série. Les deux actrices se retrouvent après avoir joué ensemble les rôles des deux sœurs Morgause et Morgana dans la série Merlin.
En 2011, Katie apparaît dans le film W.E. coécrit et réalisé par Madonna qui sera très mal reçu par la critique. Elle y interprète Lady Thelma Furness. En décembre de cette même année, elle apparaît dans le téléfilm dramatique Il était une fois à Castlebury… où elle joue le rôle de Julie Daly, personnage principal, aux côtés de Roger Moore. Pour le tournage, elle est partie en Roumanie.
En 2012, elle prête sa voix pour le court-métrage d'animation irlandais Trid an Stoirm de Fred Burdy, noté 7,9 / 10 par l'IMDB. Puis, elle obtient le rôle d'Oriane Congost dans la mini-série en deux épisodes Labyrinthe, inspiré du roman de Kate Mosse. Après 5 saisons et 58 épisodes, Katie dit adieu à son rôle dans Merlin, la série s'arrêtant définitivement.
En 2013, elle retrouve son ancien partenaire et ami proche Jonathan Rhys-Meyers lorsqu'elle obtient le rôle de Lucy Westenra, le temps de 10 épisodes, dans la série télévisée horrifique Dracula, qui débute à l'automne 2013. Puis, elle apparaît dans la série de Channel 4 Dates, où elle joue le rôle d'une jeune lesbienne.
Katie joue ensuite le rôle principal du film Leading Lady en 2014. En novembre, elle apparaît aux côtés du chanteur Hozier dans le vidéo clip From Eden,.
En 2015, Katie obtient le rôle de Zara Young, l'assistante de Claire Dearing (la directrice du parc interprétée par Bryce Dallas Howard) dans le très attendu Jurassic World, quatrième film de la saga Jurassic Park. Ce film établit à sa sortie plus de 12 records au box-office dont ceux du meilleur démarrage de tous les temps en Amérique du Nord (208,8 millions de dollars amassés en un week-end) et meilleur démarrage de tous les temps au niveau mondial (500 millions de dollars en un seul week-end). Il s'agit, en 2016, du quatrième plus gros succès de l'histoire du cinéma en Amérique du Nord après Star Wars : Le Réveil de la Force, Titanic, Avatar.
Toujours en 2016, McGrath obtient le rôle récurrent de Lena Luthor dans la deuxième saison de Supergirl. Elle fait ses débuts dans le premier épisode intitulé "The Adventures of Supergirl" et intègre le casting principal dès la troisième saison. En 2017, Katie McGrath tient le rôle d'Elsa dans le film King Arthur: Legend of the Sword de Guy Ritchie.
En 2018, elle est nommée pour un Teen Choice Awards dans la catégorie Voleur de vedette pour son rôle de Lena Luthor dans Supergirl.
En 2019, elle joue aux côtés de Abbie Cornish et Georgia Haig dans la mini-série de Seven Network Secret Bridesmaids' Business. Dans cette série, le mariage d'une mariée prend une tournure mortelle après que l'une des demoiselles d'honneur invite un étranger dans leurs vies. McGrath y tient le rôle de Saskia, une avocate bisexuelle décrite comme intelligente, loyale et qui cache un sombre secret.

## Filmographie

### Cinéma

#### Longs métrages
- 2008 : Freakdog de Paddy Breathnach : Harriet Chambers
- 2008 : Eden de Declan Recks : Trisha
- 2011 : W.E. de Madonna : Lady Thelma Furness
- 2014 : Leading Lady d'Henk Pretorius : Jodi Rutherford
- 2015 : Jurassic World de Colin Trevorrow : Zara Young
- 2015 : Very Bad Team (The Throwaways) de Tony Bui : Gloria Miller
- 2017 : Le Roi Arthur : La Légende d'Excalibur (King Arthur: Legend of the Sword) de Guy Ritchie : Elsa
- 2018 : Buttons de Tim Janis : Mme Wentworth

#### Courts métrages
- 2007 : Pebble de Paul Maguire : Tara
- 2012 : Tríd an Stoirm de Fred Burdy : Alice / Banshee

### Télévision

#### Séries télévisées
- 2008 : Les Tudors (The Tudors) : Bess
- 2008 : The Roaring Twenties : Vixen
- 2008 - 2012 : Merlin : Morgane
- 2009 : The Queen : Princesse Margaret
- 2012 : Labyrinthe : Oriane Congost
- 2013 : Dates : Kate Foster
- 2013 - 2014 : Dracula : Lucy Westenra
- 2016 : Slasher : Le Bourreau : Sarah Bennett
- 2016 : Frontier : Elizabeth Carruthers
- 2016 - 2021 : Supergirl : Lena Luthor
- 2019 : Secret Bridesmaids' Business : Saskia De Merindoll
- 2023 : The Continental : From the World of John Wick
- 2025 : The Ex-Wife saison 2

#### Téléfilms
- 2007 : Damage d'Aisling Walsh : Rachel
- 2011 : Il était une fois à Castlebury… (A Princess for Christmas) de Michael Damian : Jules (Julie en VF) Daly

## Doublage francophone
En France
- Adeline Moreau dans :
  - Merlin  (2008-2012)
  - Labyrinth (2012)
  - Dracula  (2013-2014)
  - Slasher  (2016)
  - Supergirl  (2016-2021)

et aussi
- Marcha Van Boven dans Il était une fois à Castlebury...  (2011)
- Elisa Bourreau dans Jurassic World[14] (2015)
- Julia Boutteville dans Le Roi Arthur : La Légende d'Excalibur (2017)

Au Québec